# Soulfly (musikalbum)
Soulfly är gruppen Soulflys självbetitlade debutalbum som släpptes i April 1998. Albumet släpptes till minne av Max Cavaleras styvson som blev mördad, där man även kan se på trycket "In Loving Memory Dana" på själva CD:n.

## Album information
Albumet innehåller gäster med bland annat medlemmar från Fear Factory, Limp Bizkit, Cypress Hill, Deftones och Skindred.
Låten "The Song Remains Insane" är sammanfogade med två andra låtar, som först öppnar med låten "Caos", en cover på brasilianska Hardcore-bandet "Ratos de Porão" och sedan låten "Attitude" från Sepultura.
Låten "Umbabarauma" är en cover på brasilianska musikern Jorge Ben Jor, som ursprungligen kommer från hans album "África Brasil" från 1976.
I Oktober 1999 släpptes albumet i begränsad upplagan på digipak med en bonus-cd, med remix, liveframträdande och osläppt material.
Albumet återsläpptes även i augusti 2005 som en del av Roadrunner Records 25-årsjubileumspaket, med nya bonusspår och ett liveframträdande från Roskildefestivalen 1998 på bonus-cd:n.

## Låtlista
1. "Eye for an Eye" – 3:34
2. "No Hope = No Fear" – 4:35
3. "Bleed" – 4:06
4. "Tribe" – 6:02
5. "Bumba"– 3:59
6. "First Commandment" – 4:29
7. "Bumbklatt" – 3:51
8. "Soulfly" – 4:48
9. "Umbabarauma" (Jorge Ben Jor cover) – 4:11
10. "Quilombo" – 3:43
11. "Fire" – 4:21
12. "The Song Remains Insane" – 3:39
13. "No" – 4:00
14. "Prejudice" – 6:52
15. "Karmageddon" – 5:44
16. "Cangaceiro" (Bonusspår) - 2:19
17. "Ain't No Feeble Bastard" (Bonusspår) (Discharge cover) - 1:39
18. "The Possibility of Life's Destruction" (Bonusspår) (Discharge cover) - 1:28
19. "Blow Away" (Bonusspår på 25-årsjubileum återsläppet) - 4:07

### Låtlista på bonus CD från digipak-utgåvan 1999
1. "Tribe" (Fuck Shit Up Mix) – 5:35
2. "Quilombo" (Extreme Ragga Dub Mix) – 3:23
3. "Umbabarauma" (World Cup Mix) – 3:43
4. "No Hope = No Fear" (Live) – 4:16
5. "Bleed" (Live) – 4:35
6. "Bumba" (Live) – 3:27
7. "Quilombo" (Live) – 4:08
8. "The Song Remains Insane" (Live) – 2:20
9. "Eye For An Eye" (Live At Indigo Ranch) – 3:32
10. "Tribe" (Tribal Terrorism Mix) – 4:17
11. "Umbabarauma" (Brasil 70 Mix) – 4:27
12. "Quilombo" (Zumbi Dub Mix) – 3:24
13. "Soulfly" (Eternal Spirit Mix) – 5:27

### Låtlista på 25-årsjubileum-utgåvan 2005
Denna bonus CD innehåller en hel liveframträdande från Roskildefestivalen 1998, en konferensspår med frontmannen Max Cavalera och en fyrspårig demo.
1. "Eye for an Eye" (Live) – 3:46
2. "No Hope = No Fear" (Live) – 4:08
3. "Spit" (Live) (Sepultura cover) – 2:44
4. "Bleed" (Live) – 4:28
5. "Beneath the Remains/Dead Embryonic Cells" (Live) (Sepultura cover) – 3:41
6. "Tribe" (Live) – 6:33
7. "Bumba" (Live) – 3:10
8. "Refuse/Resist" (Live) (Sepultura cover) – 3:43
9. "Quilombo" (Live) – 4:00
10. "Roots Bloody Roots" (Live) (Sepultura cover) – 3:24
11. "Attitude" (Live) (Sepultura cover) – 3:51
12. "The Song Remains Insane" (Live) – 3:54
13. "No" (Live) – 5:08
14. "Max Cavalera Spoken Word Performance" (Crossing Border Festival 1997) – 17:28
15. "Spoken Word Jam" (Crossing Border Festival 1997) – 4:19
16. "Eye for an Eye" (4-track Demo Version) – 3:29

## Medverkande
- Max Cavalera - sång, gitarr
- Jackson Bandeira - gitarr
- Marcelo Dias - bas
- Roy Mayorga - trummor

### Gäst medverkande
- Logan Mader - gitarr (live)
- Burton C. Bell (Fear Factory) - sång på "Eye For An Eye
- Dino Cazares (Fear Factory) - gitarr på "Eye For An Eye
- Christian Olde Wolbers (ex-Fear Factory, Arkaea) - kontrabas på "No"
- Fred Durst (Limp Bizkit) - sång på "Bleed"
- Chino Moreno (Deftones) - sång på "First Commandment"
- Benji Webbe (ex-Dub War, Skindred) - sång på "Quilombo" och "Prejudice"
- DJ Lethal (Limp Bizkit, ex-House of Pain) - turntables på "Bleed" och "Quilombo"